# غولناز خاتونتسيفا
غولناز إدواردوفنا خاتونتسيفا (الروسية: Гульназ Эдуардовна Хатунцева؛ من مواليد 21 أبريل 1994) هي لاعبة دراجة محترفة في سباق الدراجات روسية من أصل تتاري، والتي تركب لعبت لصالح فريق رولاند للدراجات للسيدات التابع للاتحاد الدولي للدراجات. شاركت في بطولة العالم لركوب الدراجات على المضمار 2015.